# Othreis sultana
Othreis sultana là một loài bướm đêm trong họ Erebidae.